# Gicumbi FC
Der Gicumbi Football Club ist ein ruandischer Fußballverein aus Byumba. Aktuell, Stand Juli 2025, spielt der Verein in der ersten Liga.

## Erfolge
- Ruandischer Zweitligameister 2024/25, 2020/21
- Ruandischer Zweitligavizemeister 2012/13

## Stadion
Seine Heimspiele trägt der Verein im Gicumbi Stadium in Byumba aus. Das Stadion hat ein Fassungsvermögen von 6000 Personen.

## Saisonplatzierung
| Saison  | Liga                    | Level | Platz                     |
| ------- | ----------------------- | ----- | ------------------------- |
| 2012/13 | Rwandan Second Division | 2     | 2. ▲                      |
| 2013/14 | Rwanda Premier League   | 1     | 9.                        |
| 2014/15 | Rwanda Premier League   | 1     | 6.                        |
| 2015/16 | Rwanda Premier League   | 1     | 9.                        |
| 2016/17 | Rwanda Premier League   | 1     | 14.                       |
| 2017/18 | Rwanda Premier League   | 1     | 15.                       |
| 2018/19 | Rwanda Premier League   | 1     | 14.                       |
| 2019/20 | Rwanda Premier League   | 1     | 16. ▼                     |
| 2020/21 | Rwandan Second Division | 1     | 1. (Gruppe B) / Gesamt 1. |
| 2021/22 | Rwanda Premier League   | 1     | 16.                       |
| 2022/23 | Rwandan Second Division | 1     | 3. (Gruppe B) / Gesamt 3. |
| 2023/24 | Rwandan Second Division | 2     |                           |
| 2024/25 | Rwandan Second Division | 2     | 1. ▲                      |
| 2025/26 | Rwanda Premier League   | 1     |                           |

Quelle: rsssf.org